# Selección de golbol del Reino Unido
La selección de golbol del Reino Unido es el equipo nacional masculino de golbol de Reino Unido. Participa en competiciones internacionales de golbol.

## Juegos Paralímpicos
En los Juegos Paralímpicos de 1980 en Arnhem, Países Bajos, participaron trece equipos. El equipo terminó 13º.